# Raio hidráulico
O raio hidráulico, é um parâmetro importante no dimensionamento de canais, dutos, tubos e outros componentes das obras hidráulicas. É comumente usado para se estimar o raio de tubos e canais com secção transversal não-circular.
{\displaystyle \ R_{H}={\frac {A}{P}}}
onde A é a área da seção transversal molhada e P o perímetro molhado.
Para um tubo de área circular:
{\displaystyle \ R_{H}={\frac {A}{C}}}
onde C é a circunferência, então para um tubo de seção circular, totalmente cheia:
{\displaystyle R_{H}={\frac {\pi R^{2}}{2\pi R}}=R/2}

## Outras Relações[1]
- Equação geral da resistência: {\displaystyle \phi v=Rh\times I}
- Fórmula de Chézy
- Para o cálculo do número de Reynolds para os canais, adota-se freqüentemente, como dimensão linear característica, o valor {\displaystyle D=4Rh}, sendo D o diâmetro do conduto.